# Захарна ябълка
Захарната ябълка (Annona squamosa) е малко, добре разклонено дърво или храст от семейство Annonaceae, което дава ядливи плодове, наречени захарни ябълки или sweetsops. Толерира тропически климат в низината по-добре от своите роднини Annona reticulata и Annona cherimola (чиито плодове често имат едно и също име), което го прави най-широко култивираният от тези видове.

## Описание
Захарната ябълка е малък, полу- (или късно) широколистен,
Плодът на захарната ябълка има сладкобелезникава целулоза и е популярен на тропическите пазари.

## Разпространение
Захарната ябълка е родом от тропическите Америки и Западна Индия, но точният произход е неизвестен. Сега е най-широко култивираният от всички видове Annona. Отглежда се заради плодовете си в тропиците и по-топлите субтропици, като Индонезия, Тайланд и Тайван. Въведен е в Южна Азия преди 1590 г. Натурализиран е чак на север до Южна Флорида в Съединените щати и на юг като Бахия в Бразилия, Бангладеш, като е инвазивен вид в някои райони.

## Приложения
В традиционната индийска, тайландска и американска медицина листата се използват в отвара за лечение на дизентерия и инфекции на пикочните пътища. В традиционната индийска медицина те също се смачкват и се прилагат върху рани. В Мексико листата се търкат по пода и се поставят в кокошите гнезда, за да отблъснат кокошинките.
В Хаити плодът е известен като cachiman и се използва за приготвяне на сок. В Ливан и Сирия от него се правят различни десерти и се нарича „ashta“.

## Химичен състав
Дитерпеноидният алкалоид атизин е най-разпространеният алкалоид в корена. Други съставки на захарната ябълка включват алкалоидите оксофебин, ретикулин, изокоридин, и метилкоридалдин, и флавоноидът кверцетин-3-О-глюкозид.
Байер е патентовал процеса на екстракция и молекулярната идентичност на acetogenin анонин, както и използването му като биопестицид. Други ацетогенини са изолирани от семената, кората, и листата.

## Галерия
- Цвят
- Разсад
- Клонки